# Kurt Goldstein
Kurt Goldstein, född 6 november 1878 i Kattowitz (idag Katowice), död 19 september 1965 i New York, var en tyskamerikansk neurolog och psykiater som var en pionjär i modern neuropsykologi. Han skapade en holistisk teori om organismerna som grundade sig på gestaltteori, vilket kom att djupt influera utvecklingen av gestaltterapin. Hans mest betydande bok är Der Aufbau des Organismus (1934) .